# Panüelerkopf
Panüeler Kopf är en bergstopp i Österrike.   Den ligger i distriktet Bludenz och förbundslandet Vorarlberg, i den västra delen av landet, 500 km väster om huvudstaden Wien. Toppen på Panüeler Kopf är 2 859 meter över havet, eller 157 meter över den omgivande terrängen. Bredden vid basen är 1,1 km. Panüeler Kopf ingår i Rätikon.
Terrängen runt Panüeler Kopf är huvudsakligen bergig, men åt nordväst är den kuperad. Närmaste större samhälle är Feldkirch, 19,4 km norr om Panüeler Kopf. 
Trakten runt Panüeler Kopf består i huvudsak av gräsmarker. Runt Panüeler Kopf är det ganska glesbefolkat, med 47 invånare per kvadratkilometer.